# Forme quadratique

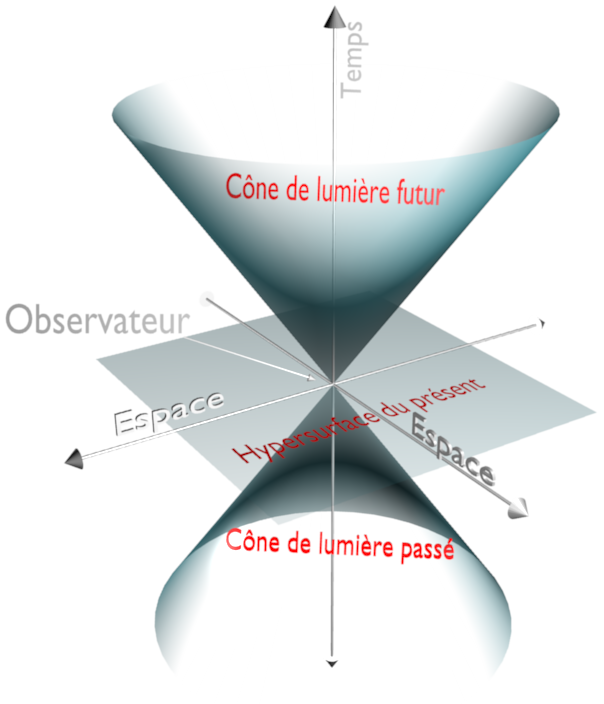
L'annulation d'une forme quadratique donne le cône de lumière de la relativité restreinte, son signe fait la différence entre les événements accessibles ou inaccessibles dans l'espace-temps.

En mathématiques, une forme quadratique est un polynôme homogène de degré 2 avec un nombre quelconque de variables. Les formes quadratiques d'une, deux et trois variables sont données respectivement par les formules suivantes (a,b,c,d,e,f désignant des coefficients) :
{\displaystyle Q(x)=ax^{2}}
{\displaystyle Q(x,y)=ax^{2}+bxy+cy^{2}}
{\displaystyle Q(x,y,z)=ax^{2}+by^{2}+cz^{2}+dxy+exz+fyz.}
L'archétype de forme quadratique est la forme x2 + y2 + z2 sur ℝ3, qui définit la structure euclidienne et dont la racine carrée permet de calculer la norme d'un vecteur.
Un autre exemple très classique est la forme x2 + y2 + z2 – t2 sur ℝ4, qui permet de définir l'espace de Minkowski utilisé en relativité restreinte. C'est pourquoi la théorie des formes quadratiques utilise le vocabulaire de la géométrie (orthogonalité). La géométrie est un bon guide pour aborder cette théorie, malgré quelques pièges, liés notamment aux questions de signes ou plus généralement au choix du corps dans lequel varient les coefficients.
Les formes quadratiques interviennent dans de nombreux domaines des mathématiques : différents résultats de classification des coniques et plus généralement des quadriques, recherche de minimum ou maximum local d'une fonction de plusieurs variables à partir d'un développement limité, introduction de la courbure des surfaces, analyse en composantes principales en statistiques. Les formes quadratiques entières interviennent en théorie des nombres et en topologie algébrique. 
On trouve également des formes quadratiques dans plusieurs domaines de la physique : pour définir l'ellipsoïde d'inertie en mécanique du solide, en relativité restreinte ou générale…

## Généralités

### Définition courante
Les exemples les plus simples de formes quadratiques sont donnés avec un certain nombre de variables et de coefficients, en commençant par les formes quadratiques binaires. La définition générale s'écrit dans un module sur un anneau commutatif.
On se limite dans un premier temps au cas d'un espace vectoriel V sur un corps commutatif K de caractéristique différente de 2 (ce qui permet la division par 2, comme pour ℝ ou ℂ). On peut alors formuler une définition dérivée de celle des formes bilinéaires :

Une forme quadratique sur V est une application Q : V → K telle qu'il existe  une forme bilinéaire symétrique B : V × V → K telle que
{\displaystyle \forall u\in V,Q(u)=B(u,u).}
La forme B est alors unique : on la retrouve par une identité de polarisation, conséquence de la bilinéarité
où {\displaystyle B(u,v)} est symétrique.
Elle est appelée la forme bilinéaire associée à Q, ou encore la forme polaire de Q. Ainsi, Q et B se déterminent mutuellement.
On peut donner des exemples simples : lorsqu'on dispose d'un produit scalaire, l'application qui à un vecteur associe le carré de sa norme est une forme quadratique. Ou encore, si (e1, … , en) est une base d'un espace vectoriel de dimension n, en notant
(v1, … , vn) les coordonnées de v ∈ V dans cette base, les applications v ↦ v12 et v ↦ 2v1v2 sont des formes quadratiques. Les formes bilinéaires associées sont respectivement (v, w) ↦ v1w1 et (v, w) ↦ v1w2 + v2w1.

### Calculs algébriques
Deux vecteurs x et y sont dits orthogonaux par rapport à Q si B(x, y) = 0, ce qui a bien un sens vu la correspondance entre Q et B.
- Pour tout scalaire a et tout vecteur e, Q(ae) = a2Q(e).
- Deux vecteurs u et v sont orthogonaux par rapport à B si et seulement si Q(u + v) = Q(u) + Q(v).
- Plus généralement, pour tous vecteurs e1, … , en deux à deux orthogonaux par rapport à B et pour tous scalaires a1, … , an, {\displaystyle Q\left(\sum _{i=1}^{n}a_{i}e_{i}\right)=\sum _{i=1}^{n}a_{i}^{2}Q(e_{i})}.
- Q obéit à la règle du parallélogramme : Q(u + v) + Q(u – v) = 2Q(u) + 2Q(v).
- La somme de deux formes quadratiques, et plus généralement les combinaisons linéaires de formes quadratiques sont des formes quadratiques.

L'expression "quadratique" provient de "carré" et témoigne de l'apparition de coefficients au carré dans ces formules. Cela ne veut pas dire pour autant que Q(x) est un réel positif, ce n'est pas toujours le cas.

### Expression matricielle
Si V est de dimension n, et si {\displaystyle e=(e_{i})_{1\leq i\leq n}} est une base de V, on associe à B la matrice symétrique B définie par
{\displaystyle \mathbf {B} _{ij}=B(e_{i},e_{j}).}
La valeur de la forme quadratique Q est alors donnée par
{\displaystyle Q(u)=\mathbf {^{T}u} \mathbf {Bu} =\sum _{i,j=1}^{n}B_{ij}u_{i}u_{j}}
où les uj sont les coordonnées de u dans cette base, et u la matrice colonne formée par ces coordonnées. On dit que B est la matrice de Q dans la base e.
L'expression de Q(u) est un polynôme homogène de degré 2 par rapport aux coordonnées de u, comme indiqué en introduction. Cependant les coefficients du polynôme dépendent du choix de base, alors que la définition formelle a l'avantage d'être totalement dégagée d'un tel choix. Précisément, si e' = (e'i)1 ≤ i ≤ n est une autre base de V, et soit P la matrice de passage de e à e'. De la relation u = Pu' on tire B' = TPBP pour la matrice de B dans la nouvelle base. On dit que B et B' sont congruentes.
Inversement, le polynôme Q étant donné, le développement de Taylor en 0 de Q montre que 

## Orthogonalité, isotropie, dégénérescence

### Orthogonalité des espaces
Plus généralement, si W est un sous-espace vectoriel de V, l'orthogonal de W est le sous-espace
Ces notions généralisent l'orthogonalité dans les espaces euclidiens, mais il y a quelques pièges. Par exemple sur K × K, pour la forme quadratique Q(x, y) = xy, chacun  des sous-espaces K × {0} et {0} × K est son propre orthogonal.
Théorème — Pour toute forme quadratique sur un espace de dimension finie, il existe une base formée de vecteurs deux à deux orthogonaux.
Il existe deux démonstrations classiques de ce résultat. La première consiste en une démonstration par récurrence sur la dimension de l'espace. Pour établir l'hérédité on considère un vecteur v tel que Q(v) ≠ 0 (s'il en existe, sinon la forme quadratique est nulle et la démonstration est terminée) et on applique l'hypothèse de récurrence dans l'hyperplan noyau de la forme linéaire non nulle x ↦ B(x,v).
La deuxième méthode est un algorithme explicite en composantes, la réduction de Gauss, qui fait apparaître Q comme combinaison linéaire de carrés de formes linéaires. Il suffit alors d'introduire une base duale.
Plus généralement, si Q est non dégénérée, on a bien dim(W) + dim(W⊥) = dim(V), comme dans le cas euclidien. Mais l'intersection W ∩ W⊥ n'est pas nécessairement réduite à zéro.

### Radical, dégénérescence et rang
Le noyau d'une forme quadratique Q (on dit aussi radical) est par définition l'orthogonal de l'espace V tout entier.

Cet espace est le noyau de l'application linéaire de V dans l'espace dual V* qui associe à x la forme linéaire y ↦ B(x, y). Si (ei)i est une base orthogonale de V, rad(Q) est le sous-espace vectoriel engendré par les ei tels que Q(ei) = 0.
Une forme quadratique est dite non dégénérée si rad(Q) = 0, autrement dit si l'application linéaire ci-dessus est injective.
Si F est un sous-espace supplémentaire de rad{(Q)}, la restriction de Q à F est non dégénérée, et Q donne par passage au quotient une forme quadratique non dégénérée sur l'espace quotient V/rad(Q).
Si Q est non dégénérée, dim(W) + dim(W⊥) = dim(V), mais V n'est pas toujours la somme directe de W et de son orthogonal, comme la situation euclidienne pourrait le faire croire.
Le rang de Q est par définition le rang de l'application de V dans V* définie ci-dessus. D'après le théorème du rang, on a donc : rg(Q) + dim(rad(Q)) = dim(V). Si V est de dimension finie, rg(Q) est aussi le rang de la matrice de Q dans n'importe quelle base.

### Isotropie
Un vecteur v non nul est dit isotrope si Q(v) = 0.
Un sous-espace vectoriel W de V est dit totalement isotrope si la restriction de Q à W est la forme nulle.
Exemple. Sur K2n, soit Q la forme quadratique donnée par
Le sous-espace {\displaystyle \{v\in V\mid v_{i}=0\ \mathrm {si} \ 1\leq i\leq n\}} est totalement isotrope. Tous les sous-espaces totalement isotropes maximaux ont même dimension. Cette dimension s'appelle l'indice d'isotropie.
Exemples. Il est nul pour le carré de la norme euclidienne, et vaut n dans l'exemple précédent, ainsi que pour la forme quadratique sur ℂ2n donnée par
Plus généralement, l'indice d'isotropie d'une forme quadratique non dégénérée sur un espace vectoriel complexe est égal à ⌊dimV/2⌋ (partie entière).

### Discriminant
Soit Q une forme quadratique et B sa matrice dans une base de V.
Si l'on effectue un changement de base de matrice P (cf. § « Expression matricielle » ci-dessus), la matrice de Q dans la nouvelle base sera B' = TPBP.
D'après les propriétés élémentaires des déterminants, 
{\displaystyle \det {\rm {B}}^{\prime }=(\det P)^{2}\det {\rm {B}}.}
Si Q est non dégénérée, l'image du déterminant dans le groupe quotient K*/(K*)2 ne dépend pas de la base ; c'est cet élément que l'on appelle le discriminant de la forme quadratique.
Si Q est dégénérée, on convient que le discriminant est nul.
Exemples
- Corps quadratiquement clos

Si K est quadratiquement clos (en particulier s'il est algébriquement clos, comme le corps des complexes), le quotient K*/(K*)2 est le groupe trivial et le discriminant est sans intérêt.
- Corps des réels

Le quotient ℝ*/(ℝ*)2 s'identifie à {± 1}, vu comme sous-groupe multiplicatif de ℝ*. On peut donc parler de formes quadratiques à discriminant positif ou négatif. Par exemple, le discriminant de la forme quadratique ax2 + 2bxy + cy2 sur ℝ2, supposée non dégénérée, est donnée par le signe de ac – b2. S'il est positif, la forme est définie positive ou définie négative ; s'il est négatif, la réduction de Gauss sera de la forme (ux + vy)2 – (u'x + v'y)2. On retrouve, ce qui n'est pas surprenant, la théorie de l'équation du second degré.
- Corps finis

Si K est un corps fini de caractéristique différente de 2, le groupe K* est cyclique d'ordre pair et K*/(K*)2 est encore d'ordre 2.
- Corps des rationnels

La décomposition d'un entier en facteurs premiers permet de voir que ℚ*/(ℚ*)2 est infini.

## Classification des formes quadratiques
On dira que deux formes quadratiques Q et Q' sont équivalentes (certains auteurs disent isométriques) s'il existe une application linéaire inversible ϕ telle que {\displaystyle \,Q^{\prime }=Q\circ \phi }.
Cela revient à dire que l'expression de Q' dans une base (ei)1 ≤ i ≤ n est identique (en tant que polynôme par rapport aux coordonnées) à celle de Q dans la base (ϕ(ei))1 ≤ i ≤ n. 
Cela équivaut aussi à dire que leurs matrices dans une même base sont congruentes.
Classer les formes quadratiques sur un espace vectoriel V, c'est :
- déterminer les classes d'équivalence de la relation précédente (qui est clairement une relation d'équivalence) ;
- ou, ce qui revient au même, déterminer les orbites de l'ensemble des formes quadratiques sous l'action du groupe linéaire GL(V) donnée par

{\displaystyle (\phi ,Q)\mapsto Q\circ \phi }
(ce sont deux façons d'exprimer la même chose).
Sur Kn (où K est un corps de caractéristique différente de 2) :
- deux formes équivalentes ont même rang et même discriminant (et même indice d'isotropie) ;
- toute forme quadratique de rang r est équivalente à {\displaystyle \sum _{i=1}^{r}c_{i}v_{i}^{2}} pour certaines constantes non nulles ci (voir supra).

On en déduit les résultats suivants :
- si K (de caractéristique différente de 2) est quadratiquement clos, deux formes quadratiques sont équivalentes si et seulement si elles ont même rang ;
- si K = ℝ, deux formes quadratiques sont équivalentes si et seulement si elles ont même signature (loi d'inertie de Sylvester) ;
- si K (de caractéristique différente de 2) est un corps fini, toute forme quadratique non dégénérée sur Kn de discriminant a ≡ (K*)2 est équivalente à x2
1 + ... + x2
n–1 + ax2
n (par récurrence, il suffit de le démontrer pour n = 2, ce qui revient à trouver, pour tous scalaires non nuls λ, μ, un vecteur (x,y) de K2 tel que λx2 + μy2 = 1 ; il en existe, d'après le principe des tiroirs). Sachant que K*/(K*)2 a deux éléments, cela montre qu'il y a exactement deux classes d'équivalence de formes quadratiques non dégénérées sur Kn ;
- si K = ℚ, dès la dimension 1, il existe une infinité de formes quadratiques deux à deux non équivalentes.

## Géométrie des formes quadratiques

### Forme quadratique duale d'une forme quadratique de rang maximum
Si Q est de rang maximum sur l'espace vectoriel V, la forme bilinéaire associée B définit un isomorphisme entre V et son dual V* : à v ∈ V on associe la forme linéaire ϕB(v) définie par 
On définit alors une forme quadratique Q* sur V* en posant
Si A est la matrice de Q dans une base de V, la matrice de Q* dans la base duale de V* est A−1.
Application aux quadriques
Si l'on considère Q(v) = 0 comme l'équation d'une quadrique projective de l'espace projectif P(V), la forme Q* donne l'équation tangentielle de la quadrique considérée.

## Cas d'un anneau quelconque
La théorie des formes quadratiques sur un anneau quelconque est légèrement différente, essentiellement parce que la division par 2 n'est pas possible. Il n'est plus vrai non plus que chaque forme quadratique est de la forme Q(u) = B(u,u) pour une forme bilinéaire symétrique B. En outre, en caractéristique 2, même lorsque B existe, elle n'est pas unique : puisque les formes alternées sont aussi symétriques en caractéristique 2, on peut ajouter toute forme alternée à B et obtenir la même forme quadratique.
Une définition plus générale d'une forme quadratique sur un anneau commutatif R quelconque est la suivante,.
Une forme quadratique sur un R-module V est une application Q : V → R telle que :
- Q(au) = a2Q(u) pour tout scalaire a et tout vecteur u ;
- (u, v) ↦ Q(u + v) – Q(u) – Q(v) est une forme bilinéaire sur V.

## Formes quadratiques entières
Les formes quadratiques entières (c'est-à-dire à coefficients entiers) les plus étudiées ont d'abord été les formes quadratiques binaires, classifiées par Lagrange puis Gauss, pour la résolution d'équations diophantiennes comme le théorème des deux carrés de Fermat.
Les formes entières jouent aussi un rôle primordial en théorie de l'intersection.

## Formes quadratiques réelles
Les formes quadratiques réelles (pour lesquelles {\displaystyle K=\mathbb {R} }) sont les plus utilisées en physique et possèdent des propriétés supplémentaires permettant notamment de plus facilement les classer. On suppose dans la suite de cette partie que {\displaystyle V} est un espace vectoriel réel de dimension {\displaystyle n}.

### Signature d'une métrique, forme quadratique, matrice
La signature d'une forme quadratique réelle {\displaystyle Q} sur {\displaystyle V} est la signature de la forme bilinéaire symétrique {\displaystyle B} associée à {\displaystyle Q}, ou encore la signature de la matrice symétrique réelle B associée à {\displaystyle B}. On peut la définir de deux façons, soit avec la notion de dimension maximale des sous-espaces négatifs et positifs (comme ici), soit de manière équivalente avec les valeurs propres :
Définition. La signature de B est le couple {\displaystyle (v,p)}, où {\displaystyle v} (respectivement {\displaystyle p}) est le nombre de valeurs propres (comptées avec leur multiplicité) strictement positives (respectivement négatives) de B.
Autrement dit, pour une famille {\displaystyle \{\lambda _{k}\}_{1\leq k\leq n}} de valeurs propres de B, {\displaystyle v} est le cardinal de {\displaystyle \{k\in \{1,2,...,n\}\,\,|\,\,\lambda _{k}>0\}}, et {\displaystyle p} le cardinal de {\displaystyle \{k\in \{1,2,...,n\}\,\,|\,\,\lambda _{k}<0\}}.
Cette définition est clairement invariante par changement de base de B et la loi d'inertie de Sylvester et le théorème spectral donnent l'équivalence avec l'autre définition. On peut noter que le rang de B est alors égal à {\displaystyle v+p}. La signature de {\displaystyle Q} est bien définie car elle est indépendante du choix de la base utilisée pour obtenir la matrice B associée à {\displaystyle B} (et donc à {\displaystyle Q}) selon cette même loi d'inertie de Sylvester. 
On trouve plusieurs versions différentes de l'écriture de cette signature dans la littérature scientifique. On peut par exemple souvent voir apparaitre le choix de noter la multiplicité {\displaystyle n_{0}} de {\displaystyle 0} ce qui donne le triplet {\displaystyle (v,p,n_{0})}, mais c'est en principe inutile car on sait déjà avec le théorème du rang que {\displaystyle n_{0}=n-(v+p)}. On trouve aussi la notation avec un nombre {\displaystyle v} de {\displaystyle +} et un nombre {\displaystyle p} de {\displaystyle -} utilisée par les physiciens, qui précisent également en général l'orientation de l'écoulement du temps (qui peut être inversé à condition de rester consistant avec ce choix de convention).
Exemples.
- La matrice identité {\displaystyle I_{n}\in {\mathcal {M}}_{n}(\mathbb {R} )} et plus généralement toute matrice définie positive a pour signature {\displaystyle (n,0)}.
- Soit {\displaystyle P\in {\mathcal {M}}_{n}(\mathbb {R} )} . {\displaystyle P}  est semi-définie positive si et seulement si sa signature est {\displaystyle (r,0)} où {\displaystyle r\in \mathbb {N} }. Dans ce cas, {\displaystyle r} est le rang de {\displaystyle P}.
- Les matrices {\displaystyle {\begin{pmatrix}1&0\\0&-1\end{pmatrix}}}, {\displaystyle {\begin{pmatrix}0&-1\\-1&0\end{pmatrix}}} et leurs opposées ({\displaystyle -A} pour une matrice {\displaystyle A}) ont toutes pour signature {\displaystyle (1,1)} (ce sont des cas particuliers de symétries vectorielles).
- La matrice de Minkowski {\displaystyle {\hat {g}}={\begin{pmatrix}-1&0&0&0\\0&1&0&0\\0&0&1&0\\0&0&0&1\end{pmatrix}}} utilisée en physique relativiste pour représenter le tenseur métrique associé à l'espace de Minkowski a pour signature {\displaystyle (3,1)}, notée {\displaystyle (3,1,0)^{-}} ou {\displaystyle (-+++)} par les physiciens. Mais on peut également représenter (en changeant la convention) l'espace de Minkowski à l'aide de {\displaystyle -{\hat {g}}}, ce qui donne la signature "miroir" {\displaystyle (1,3,0)^{+}} ou {\displaystyle (+---)}. Ce changement de convention n'a d'intérêt qu'en physique car c'est toujours le même espace qui est représenté. Cependant, cela permet de mettre en lumière les évènements qui ont lieu en même temps ("space-like" en anglais) avec {\displaystyle {\hat {g}}} ou qui ont la même localisation ("time-like" en anglais) avec {\displaystyle -{\hat {g}}}. Et avec {\displaystyle -{\hat {g}}}, on mesure directement le temps propre (cf. métrique de Minkowski).

Le lien entre une métrique pseudo-riemannienne et la matrice représentant le tenseur métrique associé fait qu'on appelle parfois signature de la métrique considérée la signature de la matrice associée à cette même métrique. Par exemple, la signature de la métrique de Minkowski est {\displaystyle (1,3)} ou {\displaystyle (3,1)}.

### Calcul pratique de la signature
Pour calculer la signature, plusieurs algorithmes existent : 
- La réduction de Gauss donne directement la diagonalisation de la forme quadratique dans une base orthonormale.
- La diagonalisation directe en passant par le polynôme caractéristique ou avec des outils numériques de calcul scientifique qui seront peut-être un peu plus rapides car certains exploitent la symétrie. Le problème des outils numériques est qu'en pratique, il est très difficile de certifier la nullité d'une valeur propre à cause de la sensibilité machine (on peut avoir {\displaystyle 10^{-15}} à la place de {\displaystyle 0} par exemple), ou même le signe des valeurs propres qui ont une valeur absolue non nulle mais très petite par rapport au rayon spectral (typiquement {\displaystyle 0<\lambda _{i}<10^{-15}\rho ({\bf {{B})}}}).
- L'étude du polynôme caractéristique en soi peut aussi s'avérer fructueuse dans certains cas, notamment en utilisant des astuces comme la règle de signes de Descartes.
- Le critère de Sylvester donne "rapidement" la définie positivité d'une matrice symétrique et donc si elle est définie positive, la signature est évidente (voir supra).

## Applications
Si f : ℝn → ℝ est une fonction de classe C2, la partie d'ordre 2 de son développement de Taylor, disons en 0, définit une forme quadratique dont la représentation matricielle est, à un facteur 1/2 près, la matrice hessienne de f en 0. Si 0 est un point critique, cette forme, dans le cas où elle est non dégénérée, permet de décider si on a affaire à un point de maximum local, à un point de minimum local ou à un point selle.